# Simulium neavei
Simulium neavei is een muggensoort uit de familie van de kriebelmuggen (Simuliidae). De wetenschappelijke naam van de soort is voor het eerst geldig gepubliceerd in 1915 door Roubaud.
De mug verspreidt als tussengastheer de parasitaire rondworm Onchocerca volvulus, die in Oost- en Centraal-Afrika bij mensen Onchocerciasis ofwel rivierblindheid veroorzaakt.
De larven en poppen hechten zich aan het pantser van krabben van het geslacht Potamonantes. Deze krabben leven in kleine riviertjes, die door dichte bossen stromen.